# داودا كانتي
داودا كانتي (بالفرنسية: Daouda Kanté)‏ هو لاعب كرة قدم مالي في مركز الدفاع، ولد في 16 يوليو 1978. لعب مع دي.سي. يونايتد وفيرجينيا بيتش مارينرز ونيو إنغلاند ريفولوشن.